# Projet Responsa de Bar Ilan
 (août 2023).
Si vous disposez d'ouvrages ou d'articles de référence ou si vous connaissez des sites web de qualité traitant du thème abordé ici, merci de compléter l'article en donnant les références utiles à sa vérifiabilité et en les liant à la section « Notes et références ».
Le projet Responsa de Bar Ilan est une base de données de textes juifs en hébreu gérée par l'Université Bar-Ilan, à Ramat Gan en Israël. Les données sont accessibles sur souscription sur le site du projet, ou sur une clé USB en vente.

## Description
La base de données Responsa constitue une large source de textes juifs en hébreu, couvrant une période de plus de trois mille ans. La base comprend la Bible et ses principaux commentaires, le Talmud avec commentaires, des articles sur les lois et coutumes juifs, la  Mishné Torah de  Maïmonide et le Choulhan Aroukh avec ses principaux commentaires, le Sefer HaZohar, le Midrash, et l’encyclopédie talmudique.
Le volume global du projet en ligne, mis à jour annuellement, atteint 200 millions de mots. Le « shut » (groupe de questions-réponses) comprend 100 000 lois du halakha sur une période de mille ans, provenant du monde entier. De nombreuses données biographiques sur les auteurs des responsa ont également été ajoutées.
Le projet Responsa tente de baser ses textes électroniques sur les éditions imprimées les plus précises, et il a la réputation de textes électroniques relativement sans erreur basés sur ces éditions. Il comporte également environ 360 000 liens hypertextes entre les différentes collections au sein de la base de données, ainsi qu'un index halakhique par sujet pour le Choulhan Aroukh et des responsa choisis. Depuis ses premières années, la base utilise un moteur de recherche sophistiqué spécialement conçu pour les textes de langue hébraïque.

## Historique
Le projet a été fondé par Aviezri Fraenkel qui était aussi son premier director (1963-1974), suivi par Yaakov Choueka (1975-1986) ; le projet a obtenu le prix Israël en 2007. À l’origine, l’objectif poursuivi par Fraenkel était de saisir le corpus des Responsa,  « questions et réponses », parfois abrégé שו"ת) qui sont les réponses des rabbins aux questions qui leur étaient posées. Ils servent de base à l'élaboration de codes halakhiques. Comme l’écrit Shaula Fraenkel :
« 
In 1962, during his stay in Minneapolis, (…) Aviezri conceived a very original idea based on information retrieval, which eventually became the unique Responsa Project, known and used by the entire Jewish world. To explain: During some 1700 years of exile (diaspora), Jews dispersed all over the world wrote questions to the great leaders and rabbis of their time and received written responses. The questions and responses, which are related to all walks of life, were written in many languages, in different times and places. Thus they encompass an invaluable source of knowledge on numerous areas of interest. Their main content is case-law. The number of surviving responsa (many got lost) is estimated at half a million. However, for a long time they were almost valueless because they were not arranged or written by subject, and any one responsum may discuss many different issues and subjects. They are also written in many languages, using unfamiliar abbreviations, etc. Beginning in 1962, (…)  Aviezri had the unique and original idea of harnessing and utilizing the new technology of computers for the benefit of Judaism and Jewish law.  (…) The idea was to enter the full text of the Responsa into a computer, then ask the computer in a clear and clever way for the needed information, and let the computer search for answers and fish them out of the vast ocean of information.
 »
La première version de la base débute en 1963 au Institut Weizmann et migre peu après à l’université Bar-Ilan. Il est opérationnel en 1967. La première version publique est vendue (sur CD-ROM) en 1992. La version 25 date du 15 février 2017. Depuis la version 10, une mise à jour annuelle est délivrée, durant les vacances entre Pessa'h et  Chavouot.

## Récompense
- En 2007, le projet se voit décerner le prix Israël dans la catégorie littérature rabbinique.